# Govezanes
Govezanes (Gobezanes en asturiano y oficialmente) es un barrio perteneciente a la parroquia de Bueres, en el concejo de Caso. Tenía, para el año 2021, una población de 46 habitantes; 2 habitantes más que en 2020, según datos del INE.
Se encuentra a 650 metros sobre el nivel medio del mar, y a 9 kilómetros de Campo Caso, capital del concejo. Forma, junto a Bueres y Nieves, la Tercia de Bueres. Siendo estos últimos los pueblos más cercanos.
El pueblo se ha visto mejorado en los últimos años por una continua rehabilitación de sus construcciones. Cuenta con dos negocios de turismo rural.
Emplazado bajo la Collada Arniciu y frente al Piqueru Moñu, desde el pueblo se pueden apreciar bellísimos paisajes.
Por él transcurre el Camín Real del Sellón, cruzando el barrio de norte a sur.